# Vijfnachtenvisser
In Scheveningen speelde de kerk een grote rol. Dit werkte ook door bij de visvangst. Zo waren er zogenaamde vijfnachtenvissers en zesnachtenvissers. 

## Vijfnachtenvisser
De vijfnachtenvisser ging ervan uit dat de zondagsrust van zondagnacht 0 uur tot zondagavond 24 uur liep. Deze visser ging dus niet aan schot op zaterdagavond want dan moest hij zondagmorgen halen. Hij ging ook niet zondagavond aan schot tijdens de zondagsrust. Zo gingen twee nachten verloren. 

## Zesnachtenvisser
Een zesnachtenvisser liet de zondagsrust op zaterdagavond ingaan tot de zondagavond. Hij ging dus op zondagavond aan schot en haalde op maandagmorgen de vleet binnen.